# Acemya pyrrhocera
Acemya pyrrhocera är en tvåvingeart som först beskrevs av Villeneuve 1922.  Acemya pyrrhocera ingår i släktet Acemya och familjen parasitflugor. Inga underarter finns listade i Catalogue of Life.